# Sgùrr a’ Mhaoraich
Der Sgùrr a’ Mhaoraich ist ein 1.027 m (3.369 ft) hoher, als Munro und Marilyn eingestufter Berg in Schottland. Sein gälischer Name kann in etwa mit Spitze des Krebses oder Spitze der Schalentiere übersetzt werden. Lokal wird er auch als Sgùrr a’ Mhorair bezeichnet, was Spitze des Landbesitzers bedeutet.  Der Gipfel liegt in der Council Area Highland in den Northwest Highlands in der weitläufigen Berglandschaft zwischen Loch Cluanie und Loch Quoich, etwa 30 Kilometer nordwestlich von Fort William.
Begrenzt wird das weitläufige Massiv des Sgùrr a’ Mhaoraich im Süden und Osten vom Nordufer von Loch Quoich, westlich vom Tal des bei Kinloch Hourn in das Ostende von Loch Hourn mündenden Allt Coire Sgoireadail und im Norden von den Tälern des Allt Coire a’ Chaorainn und des Wester Glen Quoich Burn, die durch den Felsrücken des 892 m (2.927 ft) hohen Vorgipfels Am Bàthaich getrennt sind. Ähnlich wie bei den östlich benachbarten Munros Gleouraich und Spidean Mialach ist die Südseite des Sgùrr a’ Mhaoraich durch moderat abfallende, grasbedeckte und lediglich von einzelnen Granitblöcken durchsetzte Kare und Flanken geprägt, während die Nordseite des Massivs ausgesprochen felsig, steil und abweisend ist. Vom durch einen Cairn markierten Gipfel des Sgùrr a’ Mhaoraich gehen vier Grate aus. Der relativ kurze Südgrat endet in einem 656 m (2.152 ft) hohen Vorgipfel, weit zurückgesetzt vom Ufer von Loch Quoich. Zunächst nach Osten führt ein deutlich längerer Grat. Auf ihm liegt etwa einen Kilometer östlich des Hauptgipfels der 891 m (2.923 ft) hohe Sgùrr Coire nan Eiricheallach. Der Grat wendet sich dann nach Süden und führt als breiter, sich sanft absenkender grasiger Rücken, dem Bac nan Canaichean, fast bis ans Ufer von Loch Quoich. Im Norden führt ein kurzer Grat zum auf etwa 780 m liegenden Bealach Coire a’ Chaorainn, über den ein Übergang zu den nördlich anschließenden felsigen Rücken des Am Bàthaich sowie zum 906 m (2.972 ft) hohen Vorgipfel Sgùrr Thionail besteht. Westlich des Hauptgipfels führt ein Grat zum 948 m (3.110 ft) hohen Sgùrr a’ Mhaoraich Beag und der Westseite des Sgùrr a’ Mhaoraich, die das Ostende von Loch Hourn beherrschend überragt.

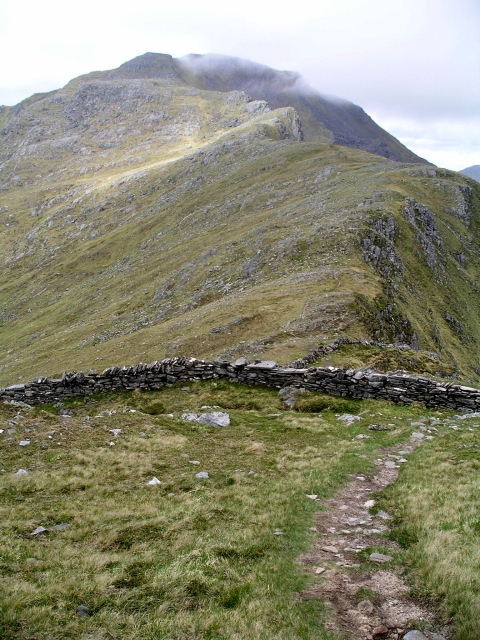
Blick vom Sgùrr Coire nan Eiricheallach entlang des Grats zum Sgùrr a’ Mhaoraich
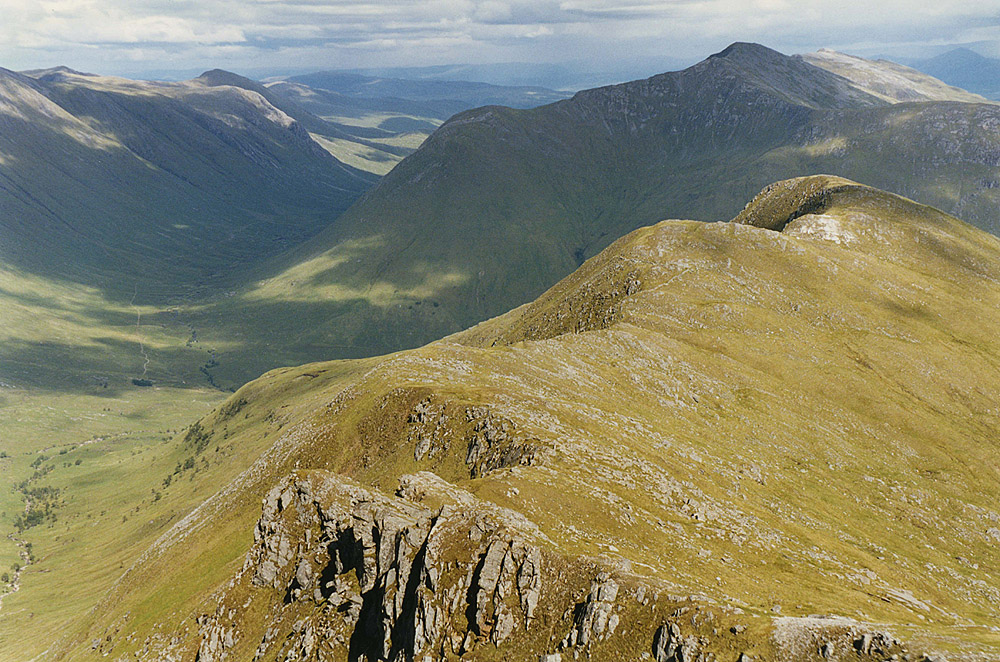
Blick vom Gipfel über den Ostgrat, im Hintergrund rechts der Gleouraich, links Glen Quoich
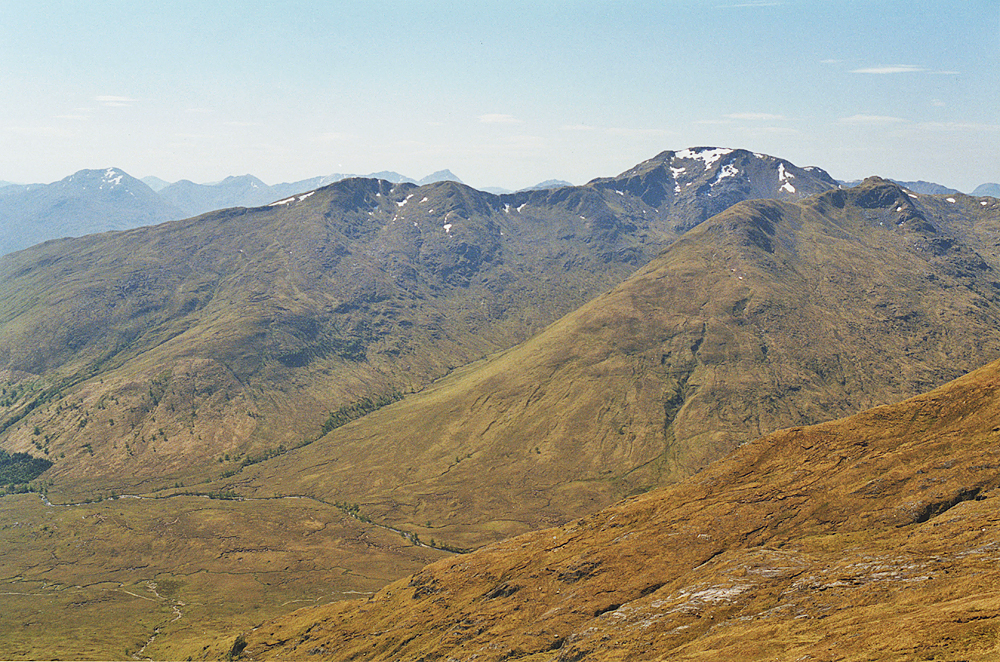
Der Sgùrr a’ Mhaoraich von Nordosten
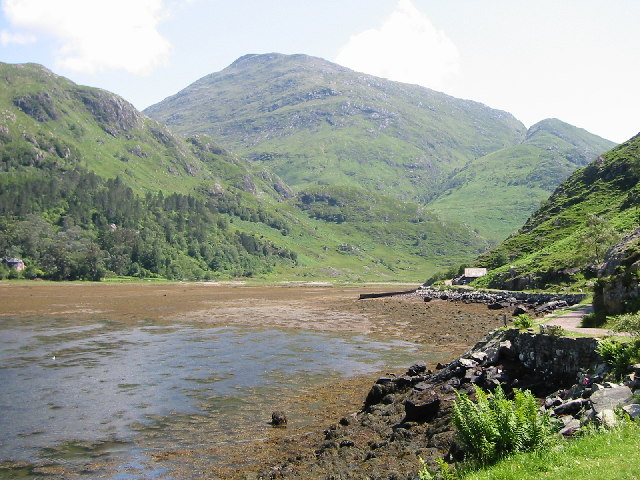
Blick von Kinloch Hourn über das Ostende von Loch Hourn auf die Westseite des Sgùrr a’ Mhaoraich

Eine Besteigung des Sgùrr a’ Mhaoraich  ist auf mehreren Wegen möglich. Ausgangspunkt für alle Varianten ist das Ufer von Loch Quoich. Von der Brücke der von Loch Garry nach Kinloch Hourn führenden Single track road über einen Seitenarm von Loch Quoich führt ein Jagdpfad über den Bac nan Canaichean bis zum Sgùrr Coire nan Eiricheallach, von dort geht es über den Ostgrat zum höchsten Punkt des Sgùrr a’ Mhaoraich. Alternativ kann auch ein Jagdpfad in das zwischen dem Bac nan Canaichean und dem Südgrat liegende Coire nan Eiricheallach genutzt werden, über den der Südgrat erreicht werden kann, der weiter zum Gipfel führt. Eine weitere Möglichkeit ist der Anstieg durch das Allt Coire a’ Chaorainn oder über den Am Bàthaich zum Bealach Coire a’ Chaorainn und von dort über den Nordgrat zum Gipfel.